# Stranorlar
Stranorlar (iriska: Srath an Urláir) är en ort i republiken Irland.   Den ligger i grevskapet County Donegal och provinsen Ulster, i den norra delen av landet, 190 km nordväst om huvudstaden Dublin. Stranorlar ligger 15 meter över havet och antalet invånare är 4 176.
Terrängen runt Stranorlar är platt åt sydost, men åt nordväst är den kuperad. Stranorlar ligger nere i en dal. Runt Stranorlar är det glesbefolkat, med 19 invånare per kvadratkilometer. Närmaste större samhälle är Letterkenny, 16,8 km norr om Stranorlar. Trakten runt Stranorlar består i huvudsak av gräsmarker.